# Ishikawa Hironori
Hironori Ishikawa (sinh ngày 6 tháng 1 năm 1988) là một cầu thủ bóng đá người Nhật Bản.

## Sự nghiệp câu lạc bộ
Hironori Ishikawa đã từng chơi cho Mito HollyHock, Sanfrecce Hiroshima, Vegalta Sendai, Oita Trinita và Thespakusatsu Gunma.